# Тадиянович, Драгутин
Драгутин Тадиянович (хорв. Dragutin Tadijanović, 4 ноября 1905, Растушье, Австро-Венгрия — 27 июня 2007, Загреб) — известный хорватский поэт.

## Биография
Тадиянович родился в 1905 году в крестьянской семье в деревне Растушье близ города Славонски-Брод. Первые сочинения он опубликовал в 1922 году. В 1937 году поэт окончил Загребский университет.
В 1935—1940 годах он работал в газете «Narodne novine» (Народная газета), с 1939 по 1945 год преподавал в загребской Академии искусств. Позже он работал в издательских домах «Zora», «Hrvatski pjesnici», в Матице хорватской. Он поступил в Литературный институт Хорватской академии наук и искусств, директором которого стал в 1953 году. В этом институте Тадиянович проработал до своего ухода на пенсию в 1973 году.
В 1964—1965 годах он был председателем Союза писателей Хорватии.
Тадиянович был одним из наиболее популярных и влиятельных поэтов Хорватии XX века. Его поэма «Баллада о заклании», написанная в 1930-х годах, является одним из наиболее сильных произведений хорватской литературы. Поэзия Тадияновича характеризуется свободной, но чётко организованной формой. В своих стихах он передаёт любовь к своей родине и населяющим её людям.
Работы Тадияновича переведены более чем на 20 языков.
Тадиянович работал и как переводчик. Он переводил сочинения Гёте, Гейне, Незвала.
В 2000-м году ему было присвоено звание Почётного гражданина Загреба.
Драгутин Тадиянович прожил 101 год, его последние дни рождения широко освещались в национальных СМИ. Поэт умер в 2007 году и был похоронен на загребском кладбище Мирогой.

## Награды и премии
- Орден князя Трпимира (1995)[5]
- Орден князя Бранимира (2005)[6]
- Орден Хорватской звезды с ликом Марка Марулича (1997)[7]
- Орден «Мадарский всадник» I степени (2001, Болгария)[8]
- Почётный гражданин Загреба (2000)
- Премия Владимира Назора (1967)
- Премия Тина Уевича (1987)